# Csehy József (szerzetes)
Csehy József (Csukárd, 1730 – Szentlászló, 1791. június 12.) ferences rendi szerzetes.

## Élete
1749-ben beöltözött és 1753-ban misés pappá szenteltetett. Két évig készült a bölcseleti tanszékre, mire Nyitrán öt évig tanított filozófiát; később a teológiát adta elő s 1762-től 1772-ig a kanonijogot. 1777-től 1779-ig az esztergomi szentszéknek ülnöke volt. Miután több rendházban mint főnök működött, betegség lepte meg, mire a szentlászlói rendházba vitette magát.

## Munkái
Kézirati munkái: Vétséglő törvénytudás állításai Theresia alkotmánya szerint; latinból magyarra fordította 1797-ben, 4-rét 328 lap (az Országos Széchényi Könyvtár kézirattárában). 
Deliria seu impiae et fatuae opiniones incredulorum huius temporis, utpote deistarum, naturalistarum nec non aliorum indifferentistarum et tolerantistarum detectae et confutatae per peculiares dissertationes (a Ferences rendiek mosonmegyei társházában.)